# Turismo espacial

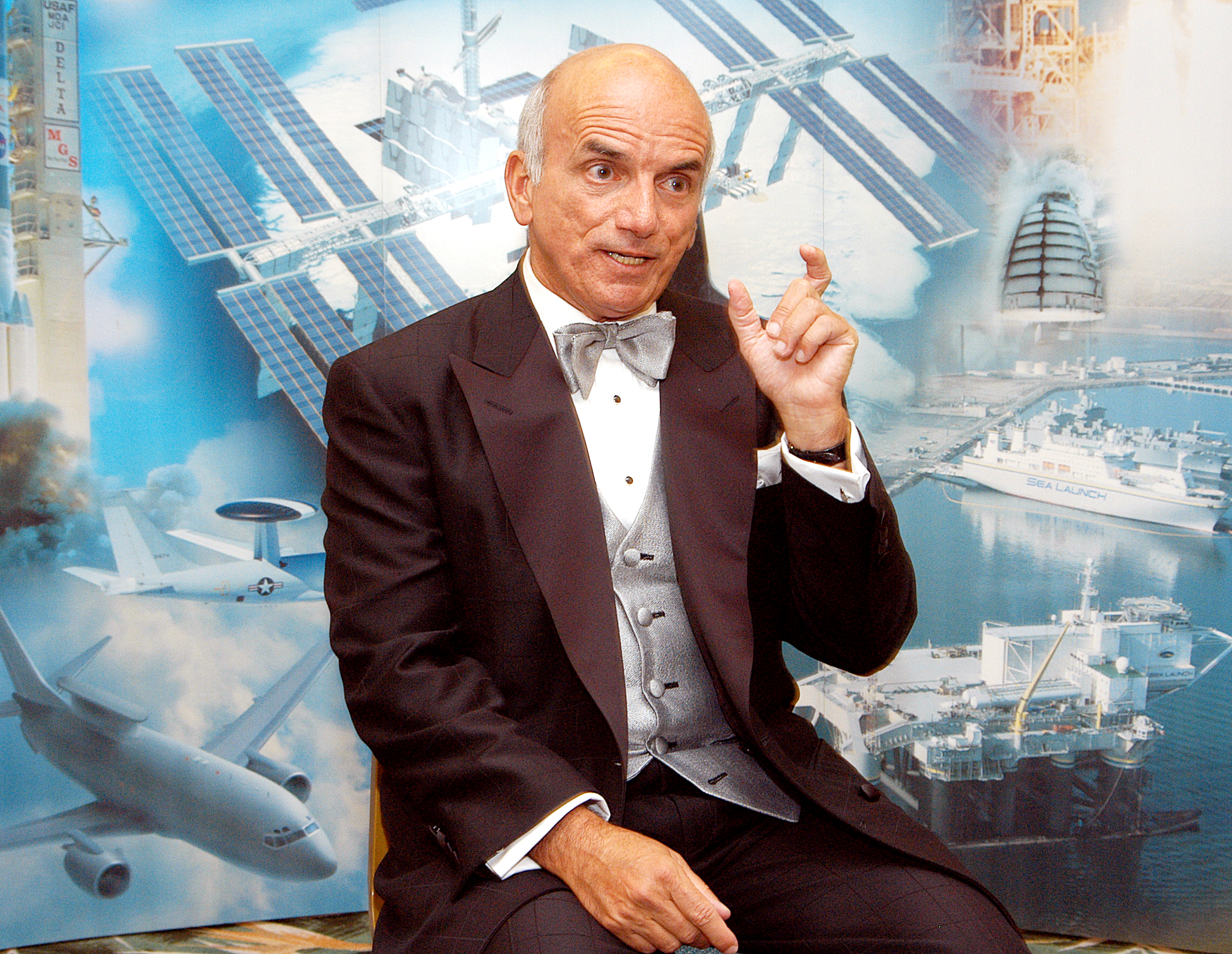
Dennis Tito, primeiro turista espacial.

Turismo espacial é um fenômeno recente que consiste em viagens espaciais realizadas por indivíduos com propósitos não científicos, de puro lazer. Atualmente o turismo espacial está aberto apenas a indivíduos excepcionalmente ricos, e o transporte é assegurado pelo programa espacial russo, através de um acordo comercial com a empresa norte-americana Space Adventures.
Além do custo de milhões de dólares cobrado pela viagem, o candidato a turista espacial precisa passar por uma série de testes físicos e médicos - podendo ser reprovado e impedido de viajar caso apresente alguma anomalia ou deficiência em qualquer etapa do treino - além de um treino intensivo de seis meses na Cidade das Estrelas simulando as condições de adaptação à microgravidade encontrada nas naves espaciais em órbita.
As principais atrações no turismo espacial é a própria experiência em si, a fantástica sensação de observar a Terra desde o espaço (descrito pelos astronautas como extremamente intenso e impressionante), a elevação do status quo (poder dizer eu estive no espaço), e as vantagens da ausência de gravidade — potencial para desportos extremos e benefícios na saúde, especialmente para pessoas idosas.
O turismo espacial é um passo inevitável no século XXI como o turismo aéreo foi no século XX. A tendência é que cada vez mais pessoas tenham acesso ao espaço via empresas privadas, e o início dessa trajetória em direção a nova fronteira começou em 2001, com o primeiro turista espacial, o americano Denis Tito, marcando uma nova era para a humanidade. Mais uma vez, os russos saíram na frente e foram os pioneiros na modalidade, levando 8 turistas ao espaço entre 2001 e 2009 através de sua espaçonave Soyuz.
Em 2004, tudo começou a mudar com o prêmio Ansari-X prize, oferecido pela ex-turista espacial e milionária iraniana Anousheh Ansari ( a quarta turista espacial na lista abaixo), que ofereceu US$ 10 milhões a quem viabilizasse o projeto de uma espaçonave a um custo razoável. Curiosamente, a proposta vencedora diferenciava pouco de um projeto de 1960 criado pela NASA, o X-15.  Mike Melvill um sul-africano nascido em 1941 foi o primeiro astronauta privado comercial da história, piloto do voo inaugural da nave SpaceShipOne em 21 de junho de 2004. Atualmente, ele é vice-presidente da Scaled Compositions, empresa que levou o prêmio, mas gastou o dobro na ideia. Para seguir em frente, precisava de mais recursos.
Sua ideia agradou ao visionário Richard Branson, um dos 300 homens mais ricos do planeta. Conhecido por atrair holofotes do mundo todo a cada negócio que fecha ele criou a Virgin Galactic para vender a ideia do voo espacial a um custo “mais modesto” ao público, apenas US$ 250 000,00 (os 8 primeiros pagaram mais de US$ 20 milhões aos russos). A sofisticada nave da Virgin desenvolvida pela mesma empresa vencedora do prêmio, a Scaled, chama-se SpaceShipTwo e possui oito lugares – seis para passageiros e dois para pilotos. O seu design é futurista, com espaçosas poltronas de couro e 15 janelas por onde os turistas observarão as estrelas de perto.
Em outubro de 2014 no entanto, a nave sofreu um acidente causado por falha humana em um dos testes. Uma segunda nave ficou pronta em fevereiro de 2016, e os testes reiniciaram em setembro. A previsão de início dos passeios turísticos ao espaço que estavam programados até o final de 2015 deverão ocorrer somente em 2017.
Enquanto isso, a empresa XCOR Aerospace trabalha na construção de um modelo concorrente, o Lynks Mark I, que tem o objetivo de alcançar 60 km de altitude (estratosfera) até 2019, partindo do espaço porto de Mojave, Estados Unidos. A partir deste protótipo pronto e testado, será iniciada a construção do modelo voltado ao turismo espacial, o Lynx Mark II que deverá atingir pouco mais de 100 km de altitude, partindo do espaçoporto localizado na ilha de Curaçao. Este protótipo tem a previsão de ficar pronto por volta de 2023 e o valor do passeio é de 100 mil dólares.

Paralelamente, outra empresa, a Blue Origin, pertencente ao magnata Jeff Bezos (empresário da Amazon) está trabalhando em um foguete chamado New Shepard, que também terá a finalidade para o turismo espacial. Seu primeiro voo bem-sucedido ocorreu em Novembro de 2015, subindo a mais de 100 km de altitude e depois pousando verticalmente em solo. Não foram divulgados valores da passagem e quando ela estará disponível ao turismo de civis.

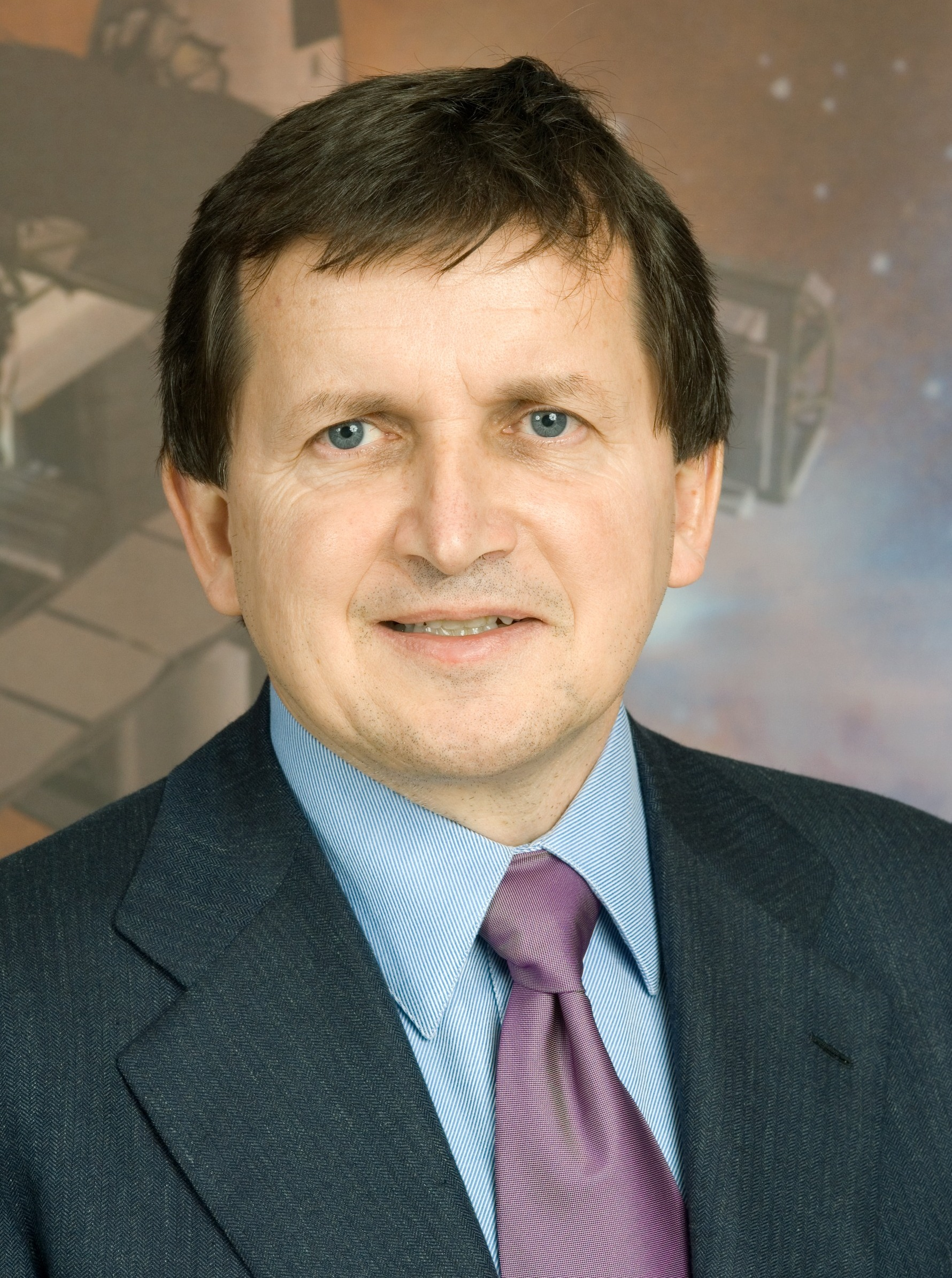
Charles Simonyi, empresário norte-americano de origem húngara, o único a ir ao espaço duas vezes como turista.

## Lista de turistas espaciais
Esta é uma lista de todas as pessoas que estiveram no espaço como turistas ou astronautas auto-financiados.
| Nº               | Nome               | Voo (Lançamento e pouso)                | Nave        | Tempo no espaço | Agências                                | Destino | Ref.              |
| ---------------- | ------------------ | --------------------------------------- | ----------- | --------------- | --------------------------------------- | ------- | ----------------- |
| 2000s            |                    |                                         |             |                 |                                         |         |                   |
| 1                | Dennis Tito        | Soyuz TM-32/TM-31 28.04. - 06.05.2001   | Soyuz TM    | 7d 22h 04m      | Space Adventures Rosaviakosmos          | EEI     | [ 1 ] [ 2 ]       |
| 2                | Mark Shuttleworth  | Soyuz TM-34/TM-33 25.04. - 05.05.2002   | Soyuz TM    | 9d 21h 25m      | Space Adventures Rosaviakosmos          | EEI     | [ 3 ] [ 2 ]       |
| 3                | Gregory Olsen      | Soyuz TMA-7/TMA-6 01.10. - 11.10.2005   | Soyuz TMA   | 9d 21h 15m      | Space Adventures Rosaviakosmos          | EEI     | [ 4 ] [ 2 ]       |
| 4                | / Anousheh Ansari  | Soyuz TMA-9/TMA-8 18.09. - 29.09.2006   | Soyuz TMA   | 10d 21h 05m     | Space Adventures Rosaviakosmos          | EEI     | [ 5 ] [ 2 ]       |
| 5                | / Charles Simonyi  | Soyuz TMA-10/TMA-9 07.04. - 21.04.2007  | Soyuz TMA   | 13d 19h 00m     | Space Adventures Rosaviakosmos          | EEI     | [ 6 ] [ 2 ]       |
| 5                | / Charles Simonyi  | Soyuz TMA-14/TMA-13 26.03. - 08.04.2009 | Soyuz TMA   | 12d 19h 25m     | Space Adventures Agência Espacial Russa | EEI     | [ 6 ] [ 2 ]       |
| 6                | / Richard Garriott | Soyuz TMA-13/TMA-12 12.10. - 24.10.2008 | Soyuz TMA   | 11d 20h 35m     | Space Adventures Agência Espacial Russa | EEI     | [ 7 ] [ 2 ]       |
| 7                | Guy Laliberté      | Soyuz TMA-16/TMA-14 30.09. - 11.10.2009 | Soyuz TMA   | 10d 21h 17m     | Space Adventures Agência Espacial Russa | EEI     | [ 8 ] [ 9 ] [ 2 ] |
| 2020s            |                    |                                         |             |                 |                                         |         |                   |
| 8                | Jared Isaacman     | Inspiration4 16.09. - 18.09.2021        | Crew Dragon | 2d 23h 03m      | Shift4 Payments SpaceX                  | LEO     | [ 10 ]            |
| 9                | Sian Proctor       | Inspiration4 16.09. - 18.09.2021        | Crew Dragon | 2d 23h 03m      | Shift4 Payments SpaceX                  | LEO     | [ 11 ]            |
| 10               | Hayley Arceneaux   | Inspiration4 16.09. - 18.09.2021        | Crew Dragon | 2d 23h 03m      | Shift4 Payments SpaceX                  | LEO     | [ 12 ]            |
| 11               | Chris Sembroski    | Inspiration4 16.09. - 18.09.2021        | Crew Dragon | 2d 23h 03m      | Shift4 Payments SpaceX                  | LEO     | [ 13 ]            |
| 12               | Yusaku Maezawa     | Soyuz MS-20 08.12 - 20.12.2021          | Soyuz MS    | 11d 19h 35m     | Space Adventures Roscosmos              | EEI     | [ 14 ]            |
| 13               | Yozo Hirano        | Soyuz MS-20 08.12 - 20.12.2021          | Soyuz MS    | 11d 19h 35m     | Space Adventures Roscosmos              | EEI     | [ 15 ]            |
| 14               | Larry Connor       | Axiom Mission 1 08.04 - 25.04.2022      | Crew Dragon | 17d 01h 48m     | Axiom Space SpaceX                      | EEI     | [ 17 ]            |
| 15               | Mark Pathy         | Axiom Mission 1 08.04 - 25.04.2022      | Crew Dragon | 17d 01h 48m     | Axiom Space SpaceX                      | EEI     | [ 18 ]            |
| 16               | Eytan Stibbe       | Axiom Mission 1 08.04 - 25.04.2022      | Crew Dragon | 17d 01h 48m     | Axiom Space SpaceX                      | EEI     | [ 19 ]            |
| 17               | John Shoffner      | Axiom Mission 2 21.05 - 31.05.2023      | Crew Dragon | 9d 05h 26m      | Axiom Space SpaceX                      | EEI     | [ 20 ]            |
| Futuros turistas |                    |                                         |             |                 |                                         |         |                   |

## Lista das empresas
Durante quase quinze anos, muitas empresas e organizações estão colaborando em projetos civis para enviar pessoas para o espaço:
- Agência Marcos Pontes
- ARCASPACE
- Bigelow Aerospace
- Blue Origin
- da Vinci Project
- EADS Astrium
- Excalibur Almaz
- Galactic Suite Ltda
- Interorbital Systems
- PlanetSpace
- Reaction Engines Ltd.
- Rocketplane Kistler
- Rotary Rocket
- Scaled Composites
- Space Adventures
- Space Transport Corp.
- SpaceX
- Spotel Foundation, Inc.
- t/Space
- Venturer Aerospace
- Virgin Galactic
- XCOR Aerospace
- Sanchat Tour